# テレク州

テレク州の地図

テレク州（ロシア語：Терская область）は、北カフカスのテレク川沿岸に設置されたロシア帝国の州（オーブラスチ）の1つ。州庁所在地はウラジカフカス。

## 概要
アストラハン県、スタヴロポリ県、クバン州、クタイシ県、チフリス県、ダゲスタン州に隣接する。
ロシア帝国による北カフカスの征服により、1860年にアレクサンドル2世の勅令により設置された。州の領域は、テレク・コサック軍の管轄地とされた。チェチェン管区、イチケリア管区、イングーシ管区、ナゴルノ管区の4管区（округ）を管轄した。
1920年に全ロシア中央執行委員会の決定により、テレク州は解体され、チェチェン管区（旧イチケリア管区と合併）、イングーシ管区（旧ナゴルノ管区と合併）に再編された。1921年に、テレク州の領域は山岳自治ソビエト社会主義共和国（Горская Автономная Советская Социалистическая Республика）に改編された。
テレク州の領域は、現在のチェチェン共和国、イングーシ共和国、カラチャイ・チェルケス共和国、カバルダ・バルカル共和国、北オセチア共和国、及びダゲスタン共和国、スタヴロポリ地方の一部に継承されている。